# Blumenau Voleibol Clube
Il Blumenau Voleibol Clube è una società pallavolistica femminile brasiliana, con sede a Blumenau.

## Storia
Il Blumenau Voleibol Clube viene fondato il 24 maggio 1990. Inizialmente impegnato nelle categorie giovanili, fa le sue prime apparizioni nella pallavolo professionistica con l'avvento degli anni duemila, partecipando sporadicamente alla Liga Nacional de Voleibol (vincendo inoltre il torneo nel 2005) e al Campionato Catarinense, dove conquista tre titoli. Sul finire del seguente decennio torna di scena nella pallavolo nazionale e torna a vincere un titolo statale, partecipando alla Superliga Série C: ripescato in serie cadetta nel 2020, dopo due terzi posti, nell'edizione 2023 viene sconfitto solo in finale, conquistando la promozione in Superliga Série A.
Milita nella massima divisione nazionale per una sola annata, nel corso della quale arriva anche la quinta affermazione nel Campionato Catarinense, finendo però retrocedere dopo l'undicesimo posto in classifica. Viene poi escluso dalla seguente partecipazione alla Superliga Série B non avendo garantito i requisiti di regolarità finanziaria.

## Palmarès
- Campionato Catarinense: 5

2004, 2005, 2006, 2019, 2023